# Lista de prefeitos de Juiz de Fora
Esta é a lista de prefeitos e vice-prefeitos da cidade de Juiz de Fora, estado brasileiro de Minas Gerais. De acordo com a Constituição de 1988, Juiz de Fora está localizada em uma república federativa presidencialista. Foi inspirada no modelo estadunidense, no entanto, o sistema legal brasileiro segue a tradição romano-germânica do Direito positivo. A administração municipal se dá pelo poder executivo e pelo poder legislativo.

## Período monárquico
| Nº | Nome                                                           | Imagem | Início do mandato       | Fim do mandato          | Observações                                       |
| 1  | José Ribeiro de Resende, Barão de Juiz de Fora                 |        | 7 de abril de 1853      | 31 de dezembro de 1856  | Agente Executivo e Presidente da Câmara Municipal |
| 2  | Manoel do Vale Amado                                           |        | 1° de janeiro de 1857   | 11 de novembro de 1861  | Agente Executivo e Presidente da Câmara Municipal |
| 3  | José Capistrano Barbosa de Alkimim                             |        | 12 de novembro de 1861  | 31 de dezembro de 1864  | Agente Executivo e Presidente da Câmara Municipal |
| 4  | Antero José Lage Barbosa                                       |        | 1 de janeiro de 1865    | 21 de fevereiro de 1868 | Agente Executivo e Presidente da Câmara Municipal |
| 5  | Cristóvão Rodrigues de Andrade                                 |        | 22 de fevereiro de 1868 | 31 de dezembro de 1872  | Agente Executivo e Presidente da Câmara Municipal |
| 6  | Domingos Nery Ribeiro                                          |        | 1° de janeiro de 1873   | 31 de dezembro de 1876  | Agente Executivo e Presidente da Câmara Municipal |
| 7  | Romualdo César Monteiro Miranda Ribeiro                        |        | 1° de janeiro de 1877   | 31 de dezembro de 1880  | Agente Executivo e Presidente da Câmara Municipal |
| 8  | José Joaquim Monteiro da Silva, Barão de Santa Helena          |        | 1° de janeiro de 1881   | 29 de julho de 1884     | Agente Executivo e Presidente da Câmara Municipal |
| 9  | Marcelino de Brito Pereira de Andrade, Visconde de Monte Mário |        | 30 de julho de 1884     | 31 de dezembro de 1886  | Agente Executivo e Presidente da Câmara Municipal |
| 10 | Joaquim Nogueira                                               |        | 1° de janeiro de 1887   | 6 de outubro de 1888    | Agente Executivo e Presidente da Câmara Municipal |
| 11 | Geraldo Augusto Miranda Resende, Barão de Retiro               |        | 7 de outubro de 1888    | 20 de janeiro de 1890   | Agente Executivo e Presidente da Câmara Municipal |

## Período republicano
| Nº                                 | Nome                                                                           | Imagem                   | Partido                                                          | Vice-prefeito                      | Início do mandato       | Fim do mandato                          | Observações                                                                        |
| Intendentes Municipais (1890-1930) |                                                                                |                          |                                                                  |                                    |                         |                                         |                                                                                    |
| 1                                  | Antero José Lage Barbosa, Presidente Constantino Luiz Paletta Luiz Artur Detzi |                          | Partido Republicano Mineiro PRM                                  |                                    | 21 de janeiro de 1890   | 7 de março de 1892                      | Conselho de Intendência Municipal                                                  |
| 2                                  | Francisco Bernardino Rodrigues Silva                                           |                          | Partido Republicano Mineiro PRM                                  |                                    | 6 de março de 1892      | 12 de maio de 1895                      | Agente Executivo e Presidente da Câmara Municipal                                  |
| 3                                  | João Nogueira Penido Filho                                                     |                          | Partido Republicano Mineiro PRM                                  |                                    | 13 de maio de 1895      | 17 de março de 1898                     | Agente Executivo e Presidente da Câmara Municipal                                  |
| 4                                  | Ambrósio Vieira Braga                                                          |                          | Partido Republicano Mineiro PRM                                  |                                    | 18 de março de 1898     | 31 de dezembro de 1900                  | Agente Executivo e Presidente da Câmara Municipal                                  |
| 5                                  | João D’Ávila                                                                   |                          | Partido Republicano Mineiro PRM                                  |                                    | 1° de janeiro de 1901   | 31 de dezembro de 1904                  | Agente Executivo e Presidente da Câmara Municipal                                  |
| 6                                  | Duarte de Abreu                                                                | Duarte de Abreu          | Partido Republicano Mineiro PRM                                  |                                    | 1° de janeiro de 1905   | 31 de dezembro de 1907                  | Agente Executivo e Presidente da Câmara Municipal                                  |
| 7                                  | Antônio Carlos Ribeiro de Andrada                                              |                          | Partido Republicano Mineiro PRM                                  |                                    | 1° de janeiro de 1908   | 31 de dezembro de 1910                  | Agente Executivo e Presidente da Câmara Municipal                                  |
| 8                                  | Oscar Vidal Barbosa Lage                                                       |                          | Partido Republicano Mineiro PRM                                  |                                    | 1° de janeiro de 1911   | 31 de dezembro de 1915                  | Agente Executivo e Presidente da Câmara Municipal                                  |
| 9                                  | José Procópio Teixeira                                                         |                          | Partido Republicano Mineiro PRM                                  |                                    | 1° de janeiro de 1916   | 31 de dezembro de 1926                  | Agente Executivo e Presidente da Câmara Municipal                                  |
| 10                                 | Luiz Barbosa Gonçalves Pena                                                    |                          | Partido Republicano Mineiro PRM                                  |                                    | 1° de janeiro de 1927   | 13 de fevereiro de 1930                 | Agente Executivo e Presidente da Câmara Municipal                                  |
| 11                                 | Geraldo Filgueiras de Rezende                                                  |                          | Partido Republicano Mineiro PRM                                  |                                    | 14 de fevereiro de 1930 | 9 de novembro de 1931                   | Agente Executivo e Presidente da Câmara Municipal                                  |
| Prefeitos Municipais (1930-)       |                                                                                |                          |                                                                  |                                    |                         |                                         |                                                                                    |
| 1                                  | Pedro Marques de Almeida                                                       |                          | Partido Republicano Mineiro PRM                                  | —                                  | 10 de novembro de 1931  | 18 de setembro de 1933                  | Prefeito nomeado                                                                   |
| 2                                  | Menelick de Carvalho                                                           |                          | Partido Progressista PP                                          | —                                  | 18 de setembro de 1933  | 10 de maio de 1936                      | Prefeito nomeado                                                                   |
| 3                                  | Álvaro Braga de Araújo                                                         |                          | Partido Progressista PP                                          | —                                  | 10 de maio de 1936      | 8 de maio de 1936                       | Prefeito nomeado                                                                   |
| 4                                  | Eduardo de Menezes Filho                                                       |                          | Partido Progressista Democrático PPD                             | —                                  | 9 de maio de 1936       | 31 de dezembro de 1937                  | Prefeito nomeado                                                                   |
| 5                                  | Rafael Armando Cirigliano                                                      |                          | Partido Democrata Cristão PDC                                    | —                                  | 31 de dezembro de 1937  | 27 de janeiro de 1943                   | Prefeito nomeado                                                                   |
| 6                                  | José Celso Valadares Pinto                                                     |                          | Aliança Liberal AL                                               | —                                  | 27 de janeiro de 1943   | 12 de novembro de 1945                  | Prefeito nomeado                                                                   |
| 7                                  | José Batista de Oliveira                                                       |                          | Partido Social Democrático PSD                                   | —                                  | 12 de novembro de 1945  | 31 de dezembro de 1946                  | Prefeito nomeado                                                                   |
| 8                                  | José Procópio Teixeira Filho                                                   |                          | União Democrática Nacional UDN                                   | —                                  | 31 de dezembro de 1946  | 14 de dezembro de 1947                  | Prefeito nomeado                                                                   |
| 9                                  | Dilermando Cruz Filho                                                          |                          | Partido Republicano PR                                           | Eudóxio Infante Vieira             | 14 de dezembro de 1947  | 5 de janeiro de 1951                    | Prefeito e vice eleitos em sufrágio universal, do qual o titular renuncia ao cargo |
| 10                                 | Eudóxio Infante Vieira                                                         |                          | Partido Republicano PR                                           | —                                  | 5 de janeiro de 1951    | 31 de janeiro de 1951                   | Vice-prefeito eleito no cargo de prefeito                                          |
| 11                                 | Olavo Costa                                                                    |                          | Partido Social Democrático PSD                                   | Arlindo Leite                      | 31 de janeiro de 1951   | 31 de janeiro de 1955                   | Prefeito e vice eleitos em sufrágio universal                                      |
| 12                                 | Ademar Rezende de Andrade                                                      |                          | Partido Democrata Cristão PDC                                    | Arlindo Leite                      | 31 de janeiro de 1955   | 31 de janeiro de 1959                   | Prefeito e vice eleitos em sufrágio universal                                      |
| 13                                 | Olavo Costa                                                                    |                          | Partido Social Democrático PSD                                   | Arlindo Leite                      | 31 de janeiro de 1959   | 24 de novembro de 1962                  | Prefeito e vice eleitos em sufrágio universal, do qual o titular renuncia ao cargo |
| 14                                 | Arlindo Leite                                                                  |                          | Partido Republicano PR                                           | —                                  | 24 de novembro de 1962  | 31 de janeiro de 1963                   | Vice-prefeito eleito no cargo de prefeito                                          |
| 15                                 | Ademar Rezende de Andrade                                                      |                          | Partido Democrata Cristão PDC                                    | Fábio Nery                         | 31 de janeiro de 1963   | 31 de janeiro de 1967                   | Prefeito eleito em sufrágio universal                                              |
| 16                                 | Itamar Franco                                                                  |                          | Movimento Democrático Brasileiro MDB                             |                                    | 31 de janeiro de 1967   | 31 de janeiro de 1971                   | Prefeito eleito em sufrágio universal                                              |
| 17                                 | Agostinho Pestana                                                              |                          | Movimento Democrático Brasileiro MDB                             |                                    | 31 de janeiro de 1971   | 31 de janeiro de 1973                   | Prefeito eleito em sufrágio universal                                              |
| 18                                 | Itamar Franco                                                                  |                          | Movimento Democrático Brasileiro MDB                             | Saulo Moreira (MDB)                | 31 de janeiro de 1973   | 15 de maio de 1974                      | Prefeito e vice eleitos em sufrágio universal do qual o titular renuncia ao cargo  |
| 19                                 | Saulo Moreira                                                                  |                          | Movimento Democrático Brasileiro MDB                             | —                                  | 15 de maio de 1974      | 31 de janeiro de 1977                   | Vice-prefeito eleito no cargo de prefeito                                          |
| 20                                 | Francisco Antônio de Mello Reis                                                |                          | Aliança Renovadora Nacional ARENA/Partido Democrático Social PDS |                                    | 31 de janeiro de 1977   | 31 de janeiro de 1983                   | Prefeito eleito em sufrágio universal                                              |
| 21                                 | Tarcísio Delgado                                                               |                          | Partido do Movimento Democrático Brasileiro PMDB                 |                                    | 31 de janeiro de 1983   | 31 de janeiro de 1988                   | Prefeito eleito em sufrágio universal                                              |
| 22                                 | Carlos Alberto Bejani                                                          |                          | Partido da Reconstrução Nacional PRN                             | Marcial Antônio Ferreira Fontes    | 1º de janeiro de 1989   | 31 de dezembro de 1992                  | Prefeito eleito em sufrágio universal                                              |
| 23                                 | Custódio Mattos                                                                |                          | Partido da Social Democracia Brasileira PSDB                     |                                    | 1º de janeiro de 1993   | 31 de dezembro de 1996                  | Prefeito eleito em sufrágio universal                                              |
| 24                                 | Tarcísio Delgado                                                               |                          | Partido do Movimento Democrático Brasileiro PMDB                 | João César Novaes (PMDB)           | 1º de janeiro de 1997   | 31 de dezembro de 2000                  | Prefeito e vice eleitos em sufrágio universal                                      |
| 24                                 | Tarcísio Delgado                                                               | Sebastião Helvécio (PDT) | Partido do Movimento Democrático Brasileiro PMDB                 | 1º de janeiro de 2001              | 31 de dezembro de 2004  | Prefeito reeleito e vice eleito         |                                                                                    |
| 25                                 | Carlos Alberto Bejani                                                          |                          | Partido Trabalhista Brasileiro PTB                               | José Eduardo Araújo (PL)           | 1º de janeiro de 2005   | 16 de junho de 2008                     | Prefeito e vice eleitos em sufrágio universal, do qual o titular renuncia ao cargo |
| 26                                 | José Eduardo Araújo                                                            |                          | Partido da República PR                                          | —                                  | 16 de junho de 2008     | 31 de dezembro de 2008                  | Vice-prefeito eleito no cargo de prefeito                                          |
| 27                                 | Custódio Mattos                                                                |                          | Partido da Social Democracia Brasileira PSDB                     | Eduardo José Lima de Freitas (PDT) | 1º de janeiro de 2009   | 31 de dezembro de 2012                  | Prefeito e vice eleitos em sufrágio universal                                      |
| 28                                 | Bruno de Freitas Siqueira                                                      |                          | Partido do Movimento Democrático Brasileiro PMDB                 | Sérgio Couto Rodrigues (PMDB)      | 1º de janeiro de 2013   | 31 de dezembro de 2016                  | Prefeito e vice eleitos em sufrágio universal                                      |
| 28                                 | Bruno de Freitas Siqueira                                                      | Antônio Almas (PSDB)     | Partido do Movimento Democrático Brasileiro PMDB                 | 1º de janeiro de 2017              | 6 de abril de 2018      | Prefeito reeleito e vice eleito         |                                                                                    |
| 29                                 | Antônio Almas                                                                  |                          | Partido da Social Democracia Brasileira PSDB                     | —                                  | 6 de abril de 2018      | 31 de dezembro de 2020                  | Vice-prefeito eleito no cargo de prefeito                                          |
| 30                                 | Margarida Salomão                                                              |                          | Partido dos Trabalhadores PT                                     | Kennedy Ribeiro (PV)               | 1º de janeiro de 2021   | 31 de dezembro de 2024                  | Prefeita eleita em sufrágio universal                                              |
| 30                                 | Margarida Salomão                                                              | Marcelo Detoni (PSB)     | Partido dos Trabalhadores PT                                     | 1° de janeiro de 2025              | Atual                   | Prefeita reeleita em sufrágio universal |                                                                                    |